# Éclipse solaire du 11 août 1999
L'éclipse solaire du 11 août 1999 est une éclipse totale de Soleil qui fut la dernière du XXe siècle et du IIe millénaire, l'an 2000 n'ayant connu que des éclipses partielles.
Une éclipse solaire se produit lorsque la Lune passe entre la Terre et le Soleil, obscurcissant ainsi totalement ou partiellement l'image du Soleil pour un observateur sur Terre. Une éclipse solaire totale se produit lorsque le diamètre apparent de la Lune est plus grand que celui du Soleil, bloquant toute la lumière directe du soleil, transformant le jour en obscurité. La totalité se trouve dans un chemin étroit à travers la surface de la Terre, avec l'éclipse solaire partielle visible sur une région environnante des milliers de kilomètres de large.
Le chemin de l'ombre de la Lune a commencé le mercredi 11 août 1999 dans l'océan Atlantique et, avant midi (UTC), a traversé le Sud du Royaume-Uni, le Nord de la France, la Belgique, le Luxembourg, le Sud de l'Allemagne, l'Autriche, la Slovénie, la Croatie, la Hongrie et le Nord de la Yougoslavie (Voïvodine). Le maximum de l'éclipse était à 11 h 3 UTC à 45.1 ° N 24.3 ° E en Roumanie (à côté d'une ville appelée Ocnele Mari, près de Râmnicu Vâlcea). Le chemin de l'ombre de la Lune a continué à travers la Bulgarie, la mer Noire, la Turquie, l'extrémité nord-est de la Syrie, le Nord de l'Irak, l'Iran, le Sud du Pakistan, la ville de Srikakulam en Inde et s'est terminé dans le golfe du Bengale.
Ce fut la première éclipse totale visible depuis l'Europe depuis le 22 juillet 1990, la première visible en France depuis celle du 15 février 1961 et la première visible au Royaume-Uni depuis le 29 juin 1927.
Bien qu'étant d'une durée de totalité « moyenne », voire relativement courte, elle fut exceptionnelle au sens où elle fut sans doute l'une des éclipses totales ayant eu le plus d'observateurs de toute l'Histoire. La Poste française émet un timbre à cette occasion.

### Carte animée de l'éclipse de 1999

## Caractéristiques

### Circonstances générales
La bande de totalité de l'ombre de la Lune commença dans l'océan Atlantique non loin de Terre-Neuve, avant de traverser vers 11 h (UTC) les Cornouailles, le comté de Devon, le Nord-Est de la France, le Sud de la Belgique, le Luxembourg, le Sud de l'Allemagne, l'Autriche, la Hongrie, le Nord de la Serbie, la Roumanie où il y eut le maximum à Râmnicu Vâlcea ; puis la Bulgarie, la mer Noire, la Turquie, le Nord-Est de la Syrie, le Nord de l'Irak, l'Iran, le Sud du Pakistan ainsi que l'Inde. Et de finir à proximité des côtes indiennes du golfe du Bengale.
Caractères remarquables de cette éclipse
Cette éclipse n'était pas seulement la dernière éclipse totale du siècle (et du millénaire) dernier ; il fait peu de doute qu'elle fut aussi, compte tenu des régions densément peuplées concernées par le passage de l'ombre de la Lune, l'une des éclipses totales qui eut le plus d'observateurs de toute l'Histoire, malgré des conditions météorologiques défavorables, surtout en Europe de l'Ouest.
D'autres éclipses totales comparables quant au nombre d'observateurs sont celles du 22 juillet 2009 et du 21 août 2017. La première étant la plus longue du XXIe siècle avec une bande de totalité bien plus large, passant par l'Inde du Nord et le Centre de la Chine. La seconde étant l'éclipse homologue d'un saros d'après celle de 1999, qui traversa tous les États-Unis.

## Les phénomènes liés à l'éclipse

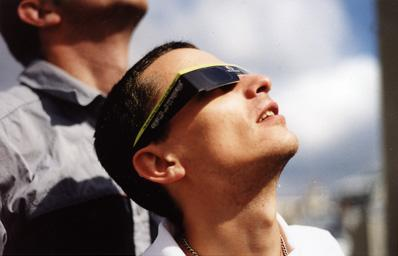
Comme ces observateurs de l'éclipse du 11 août 1999, il est impératif de se munir de dispositifs oculaires spéciaux pour observer le phénomène, durant les phases partielles.

Pendant cette éclipse, les observateurs ont pu assister à plusieurs phénomènes. Le premier fut tout d'abord une baisse de luminosité totale ou partielle selon les régions. Cette baisse de luminosité n'était pas sans rappeler un crépuscule anticipé pour certains animaux qui se sont tus et se sont couchés. Un autre phénomène observé fut la baisse de température d'environ 3 °C entre 10 h 30 et 14 h (premier et dernier contact maximum), qui créa une sensation de froid au beau milieu de l'été. Juste avant la disparition totale du Soleil, des bandes d'ombre ont couru au sol, Vénus était visible au côté du Soleil (si la zone du ciel était dégagée). Puis les étoiles sont apparues dans le ciel et le Soleil est devenu « noir », encadré de Mercure et de Vénus de part et d'autre. Ce phénomène fut très prononcé pour les observateurs situés dans la bande de totalité.

## Observation en France
Couvrant une bande d'obscurité de seulement une centaine de kilomètres de large et traversant la France de part en part (de la Normandie à l'Alsace en passant par le Nord de Paris), en moins d'1/4 d'heure, cette éclipse a suscité un très grand engouement de la part des Français, largement encouragés par les nombreuses campagnes publicitaires et les revues proposant des lunettes de protection « spéciale éclipse » permettant d'admirer l'éclipse sans s'abimer les yeux. Les recommandations de l'Association française d'astronomie en faveur de lunettes en carton recouvertes d'un film en mylar et celles de la Société astronomique de France en faveur de lunettes munies de filtres en polymère noir teintés dans la masse ont été à l'origine d'une « guerre des lunettes ».

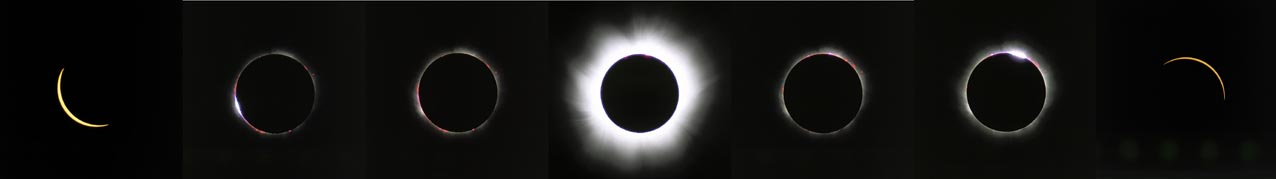
Phases de l'éclipse solaire du 11 août 1999.

Tous les hôtels situés dans la bande d'obscurité de l'éclipse affichaient déjà complet plusieurs mois à l'avance et nombreux sont ceux qui ont dû faire un long voyage pour admirer l'éclipse dans toute sa splendeur. Les plus fortunés ont même pris un Concorde affrété spécialement par l'Association française d'astronomie pour suivre un plan de vol accompagnant la bande de totalité, ce qui a permis à ses passagers de suivre l'éclipse totale pendant 9 minutes (contre 2 minutes de totalité pour les personnes sur la terre ferme).
En Moselle, l'éclipse est diffusée en direct sur France 2, depuis le château de Malbrouck, au cours d'une émission spéciale présentée par Claude Sérillon, avec divers invités comme Hubert Reeves.
Ceux qui n'ont pas pu se trouver dans la bande d'obscurité ont quand même pu assister à une obscurité semi-profonde, comme un après-midi qui se terminerait à midi.
Toutefois, les nuages ont gêné l'observation sur une grande partie de la France. De bonnes observations furent réalisées en Normandie (particulièrement vers Gisors et Étretat), en Picardie vers Amiens et Saint-Quentin où la couverture nuageuse s'est déchirée au moment de la disparition du disque solaire, Froissy (Oise) et vers Reims en Champagne-Ardenne. De même pour le Sud de la France comme Aix, Marseille ou Nice pour l'éclipse partielle à 85 % environ.

## Observation en Belgique

Éclipse totale du soleil, vue de France.

Le phénomène a été également observé partout en Belgique : selon l'endroit, le Soleil est éclipsé entre 96 et 100 pour cent. L'éclipse totale fut seulement observable dans le sud de la province du Luxembourg. Ceci provoqua un afflux exceptionnel de population vers cette région.
Sur la ligne Bouillon - Arlon, l'éclipse dura environ 1 minute, tandis qu'elle atteignit 1 min 49 s à Virton et même 1 min 58 s à Torgny.

## Œuvres inspirées par l'éclipse de 1999

### Littérature
- Joël Egloff, Les Ensoleillés, Gallimard, 2002 : une vingtaine de nouvelles ayant pour cadre l'éclipse de 1999.

### Cinéma
- Les Terriens, film documentaire français réalisé par Ariane Doublet (2000)
- Dans L'Amour ouf réalisé par Gilles Lellouche (2024), les protagonistes assistent à l'éclipse.

### Filmographie
- Vol d'éclipse : éclipse totale de soleil, 11 août 1999, film documentaire réalisé par Christophe Gombert sous la direction de Paul Felenbok et Jean Guérin, CNRS, Meudon, 1999, 9 min (VHS).